# Encrypting File System
Encrypting File System é um sistema de arquivos que, trabalhando em NTFS, permite a criptografia de arquivos no nível de sistema. Ele está disponível para Windows 2000 e posteriores. A tecnologia transparentemente permite a arquivos contidos serem criptografados nas partições NTFS onde é habilitado para proteger dados confidenciais a pessoas com acesso físico ao computador. EFS é incompatível com a compressão de pastas.